# Рикко, Риккардо
Рикка́рдо Рикко́ (итал. Riccardo Ricco; род. 1 сентября 1983 в Италии) — итальянский профессиональный шоссейный велогонщик.
Будучи лидером молодёжной классификации, и одержав 2 победы на Тур де Франс 2008, был уличён в применении допинга. По этой причине он и вся его команда Saunier Duval-Scott были сняты с гонки. Позже, Рикко и его уже бывший напарник по Saunier Duval-Scott Леонардо Пьеполи были уволены из команды. Одноимённый спонсор команды заявил о немедленном прекращении финансирования. Рикко дисквалифицировали на два года. В 2010 году он подписал контракт с командой Vacansoleil. Однако его уличили в повторном применении допинга и ему грозила пожизненная дисквалификация. В апреле 2012 года Рикко был дисквалифицирован на 12 лет.